# 아나미 아츠코
아나미 아쓰코(일본어: 阿南敦子, 1970년 12월 16일 ~ )는 일본의 배우이다.